# Centrochelys
Centrochelys (лат.) — род сухопутных черепах. Включает один современный и ряд вымерших видов.

## Список видов
- †Centrochelys atlantica[1]
- †Centrochelys burchardi[1]
- †Centrochelys marocana[1]
- †Centrochelys robusta[1]
- †Centrochelys vulcanica[1]
- Шпороносная черепаха (Centrochelys sulcata)

Статус популяции шпороносной черепахи был изменен Международным союзом охраны природы с «уязвимого вида» на «находящийся под угрозой исчезновения» из-за сезонных лесных пожаров, международной торговли домашними питомцами и конкуренции за пищу и пространство с домашними животными.